# Сомотор
Сомотор (словац. Somotor) — село в окрузі Требішов Кошицького краю Словаччини. Площа села 16,3 км². Станом на 31 грудня 2016 року в селі проживав 1441 житель.

## Географія
Протікають річка Бодрог; Сомоторський канал; Копаний ярок і Північний радський канал.

## Історія
Перші згадки про село датуються 1214 роком.

## Населення
| Рік:            | 1994. | 2004.   | 2014.   | 2024.   |
| --------------- | ----- | ------- | ------- | ------- |
| Кількість осіб: | 1645  | 1671    | 1507    | 1372    |
| Різниця:        |       | +1,58 % | -9,81 % | -8,95 % |

| Рік:            | 2023. | 2024.   |
| --------------- | ----- | ------- |
| Кількість осіб: | 1370  | 1372    |
| Різниця:        |       | +0,14 % |